# Тессе, Рене де Фруле
Рене де Фруле де Тессе (фр. René III de Froulay, comte de Tessé; 14 мая 1648, Ле-Ман — 30 марта 1725) — граф, маршал Франции.
Происходил из древней и знатной фамилии. В раннем возрасте поступил на военную службу.
Во время похода 1690 года против Савойи командовал частью армии Катина.
В 1693 году вынудил герцога Савойского снять осаду города Пиньероль. Позже командовал французскими войсками в Северной Италии во время частых отлучек Катина.
В ходе войны за испанское наследство, за отличие проявленное в сражении при Луцаре получил звание маршала. С 1704 по 1706 год участвовал в военных действиях в Испании, командуя союзными франко-испанскими войсками. В 1704 году действовал под Гибралтаром но не имел успеха и был вынужден в 1705 году снять осаду. Однако в октябре того же года смог снять осаду Бадахоса, осажденного португальцами. В 1706 году вместе с французским генералом Легатом предпринял осаду Барселоны, ревностно защищавшей права эрцгерцога Карла на испанский престол. Во время осады он овладел фортом Монт-Жун, но с прибытием английского флота вынужден был отступить с потерей своего лагеря и большей части припасов.
В 1708 году Тессе под начальством Виллара прикрывал область Дофине от герцога Савойского. Позже помогал генералу Марсельи переформировать папские войска.
После заключения мира, живя в высшем кругу французского общества, занимался науками. Мало помалу этот род жизни показался ему пустым и ничтожным и в 1722 году он сложил с себя все чины и почести и удалился в обитель Камальдульских иноков. Король отправил его с важной миссией к Мадридскому двору, Тессе повиновался, но по окончании миссии, поспешил обратно в монастырь, где и умер, оставив славу ловкого царедворца, опытного дипломата и храброго воина.